# میکه کروگر (دوچرخه‌سوار)
میکه کروگر (آلمانی: Mieke Kröger؛ زادهٔ ۱۸ ژوئیهٔ ۱۹۹۳) دوچرخه‌سوار اهل آلمان است.
وی در مسابقات کشوری و بین‌المللی در مجموع برندهٔ ۱ مدال طلا، ۴ مدال نقره، ۱ مدال برنز شده‌است.